# 軍用機の命名規則 (日本)
本項では、日本軍と自衛隊の軍用機の命名規則について詳述する。

## 自衛隊
自衛隊機の命名規則は1974年（昭和49年）4月16日に制定された防装航第1725号を骨子とし、幾度の改正を経た後、現在は防装庁（事）第31号（2019年6月3日）の規定によっている。基本的にアメリカ合衆国の軍用機の命名規制（MDS）をベースにしており、記号と数字の組み合わせ方などはMDSの法則性に類似する。

### 構成要素
| 例  |     |     |     |   |     |     |     |
| X   |     | F   |     | - | 2   | A   |     |
| (a) |     | (1) |     |   | (3) | (4) |     |
|     | K   | C   |     | - | 767 |     |     |
|     | (2) | (1) |     |   | (3) |     |     |
|     |     | U   | H   | - | 60  | J   | A   |
|     |     | (1) | (b) |   | (3) | (4) | (c) |

自衛隊機の型式は「基本任務記号（1）」、「変更任務記号（2）」、「設計又は採用番号（3）」、「設計変更記号（4）」により構成され、必要に応じて「技術開発段階にあることを示す記号（a）」、「特定の航空機分類に属する機種を示す記号（b）」の追記や、「設計変更記号の追加付与（c）」がなされる。
基本任務記号
基本任務記号（1）は当該機が開発時に意図された任務を示し、任務によって以下の記号が割り当てられる。
- C：輸送 …例：C-1
- E：特別電子装備 …例：E-767
- F：戦闘 …例：F-1
- K：空中給油 …例：KC-767
- L：連絡 …例：L-19
- M：掃海 …例：MCH-101
- O：観測 …例：OH-1
- P：哨戒 …例：P-2J
- R：偵察 …例：LR-2
- S：対潜 …例：SH-60J
- T：練習 …例：T-1
- U：救難、捜索又は多用途 …例：U-125
- X：技術研究 …例：X-2

変更任務記号
変更任務記号（2）は改造などにより用途が変化した際に、基本任務記号よりも前に付けられる。割り当てる記号の種類は基本任務記号に使われるものと同一である。なお改造が多岐にわたり新たな航空機とみなすのが適当と判断された場合、変更任務記号による対応ではなく新規の機種名が与えられることもある（例：T-2（FS-T2改） → F-1）。
設計又は採用番号
設計又は採用番号（3）は基本任務記号別に基本要目または最初の調達仕様書が決定した順に付与される番号である。防衛省管轄の開発機については若番順に付与されるが、後述する国外開発機の例外適用により順番とは無関係の番号になる事も少なくない。
設計変更記号
設計変更記号（4）は既に命名された航空機について、上述した変更任務記号による対応に当てはまらない設計変更が行われた際、変更時期の順序に応じてアルファベットを設計又は採用番号の直後に付与したものである。アルファベットのうちI、O、X、Y、Zは使用しない。なお通達では単座機の複座型にはDを用いるのが通例と記してあるが、F-2A戦闘機の複座型にはF-2Bと命名するなど、通例外となるケースも多い。
その他
以下は防衛省通達では記号の構成内容として特に名前を付けていない要素である。
技術開発段階にあることを示す記号
一時的な措置として、当該機が開発中であることを表す記号（a）を基本任務記号・変更任務記号よりも前に付与することができる。自衛隊機の場合、ここに付与される記号は「X」一種のみである。
特定の航空機分類に属する機種を示す記号
アメリカ軍の命名規則（MDS）における機体種別記号に相当する概念で、回転翼機など通常の固定翼機とは異なる航空機に限り、それを示す記号（b）を基本任務記号の直後に付与する。防衛省が規定している種類は以下の通り。
- H：回転翼機
- S：飛行艇
- G：グライダー
- V：ティルト・ローター機

設計変更記号の追加付与
設計変更記号（4）は原則として変更順にアルファベットを付与することになっているが、必要であれば既存の設計変更記号の更新ではなく、新たな設計変更記号（c）を既存の記号の直後に追加付与することができる。
国外開発機の例外
防衛省管轄外の開発機を採用する場合、上述の命名規則に大きく逸脱しない限りは、独自に命名せず開発元や他国採用機に使用された記号や番号を流用することができる。流用する範囲は名称全体であることもあれば、番号のみなど一部に留まることもある。
命名規則の適用外
1974年（昭和49年）3月31日以前（防装航第1725号通達の前年度）までに導入された機種については、原則としてこの命名規則は適用されない（例：YS-11P、KM-2、B-65、KV-107II-5など）。

## 大日本帝国海軍

### 記号
旧日本海軍は略符号としてアメリカ海軍と類似した記号体系を使用した。基本的には機種記号、機種ごとの計画番号、設計会社記号、何番目の改修型かを表す数字の4桁からなる（例：G4M1は 一式陸上攻撃機一一型）。小改造については末尾に英小文字が付与され名称の後部に「甲・乙・丙」などが付くことによって示される（例：A6M5c は零式艦上戦闘機五二丙型）。また、機種が変更となった場合は、ハイフン及びその後ろに変更先の機種を示す記号が末尾に付与される（例：水上戦闘機強風（N1K1）を局地戦闘機とした場合、N1K1-J=紫電）。
技術試験などの目的で輸入した機体については計画番号の位置にXを入れた。この例としては1935年に1機輸入したグラマン複座戦闘機（FF-2）のAXG1（3桁目のGはグラマンの頭文字）などがある。また、特殊用途機についても以下の機種記号に示すように2桁目がXとなるものがある（例：特攻機桜花のMXY7、零戦型の地上デコイMXY9）。
機種記号
- A：艦上戦闘機
- B：艦上攻撃機
- C：偵察機
- D：艦上爆撃機
- E：水上偵察機
- F：観測機
- G：陸上攻撃機
- H：飛行艇
- J：陸上戦闘機
- K：練習機
- L：輸送機
- M：特殊攻撃機
- N：水上戦闘機
- P：爆撃機
- Q：哨戒機
- R：陸上偵察機
- S：夜間戦闘機
- MX：特殊機・特殊滑空機

設計会社記号
- A：愛知航空機
- H：広海軍工廠
- K：川西航空機
- M：三菱重工業
- N：中島飛行機
- Ni：日本飛行機（後にPに変更）
- W：渡辺鉄工所/九州飛行機
- G：東京瓦斯電気工業（日立重工業）
- I：石川島重工業
- P：日本飛行機
- S：佐世保海軍工廠（後に大村へ移転）
- Si：昭和飛行機
- Y：横須賀海軍工廠/空技廠
- Z：美津濃

輸入機設計会社記号
- A：ノースアメリカン
- B：ボーイング
- Bu：ビュッカー（英語版）
- C：カーチス/コンソリデーテッド/コードロン（英語版）
- D：ドボワチン/ダグラス
- F：フェアチャイルド
- G：グラマン
- H：ホーカー
- He:ハインケル
- J：ユンカース
- K：キンナー（英語版）
- L：ロッキード
- M：エアスピード（英語版）
- N：ノースロップ
- P：ポテ
- V：チャンス・ヴォート/セバスキー

### 制式名称

#### 1942年以前
制式採用された場合の名称は「皇紀年号下2桁」＋式＋機種名となる。これは1929年（皇紀2589年）の「八九式」から1942年（皇紀2602年）の「二式」まで用いられた。1940年は皇紀2600年であるためその年に制式採用された機体は、海軍では零式艦上戦闘機など「零式」。陸軍では一〇〇式司令部偵察機など「一〇〇式」と称する。
1929年以前は元号の年が使用されていた。例として、一三式艦上攻撃機は1924年（大正13年）に制式採用された機体である。また皇紀年号による命名が始まった1929年は昭和4年に当たるため、元号年による命名は1928年（昭和3年）の三式（例：中島三式艦上戦闘機、A1N）まである。従って「二式」は1927年（昭和2年）制式と1942年（皇紀2602年）制式の2つがあることになる。なお、昭和元年は12月25日から年末までの7日しかないため昭和の「一」式はなく、また、次に述べるように1942年の途中からは制式名称に年号をつけなくなったため、皇紀の「三」式以降もない。

#### 1942年以降
海軍機の制式名称は1942年の途中から物の名前による形式に変わった。命名基準は機種ごとに以下のように定められた。陸軍機の「隼」や「疾風」などは愛称であるのに対し、これは制式名称である。
- 戦闘機（甲戦）=風（強風、烈風、陣風など）
- 陸上・局地戦闘機（乙戦）=電、雷（雷電、紫電、震電、天雷など）
- 夜間戦闘機（丙戦）=光（月光、極光など）
- 偵察機=雲（彩雲、紫雲、瑞雲、景雲など）
- 攻撃機=山（天山、連山、深山、南山、泰山など）
- 爆撃機=星（彗星、銀河、流星、明星など）
- 哨戒機=海・洋（東海、大洋など）
- 輸送機=空（蒼空など）
- 練習機=草木（白菊、秋草など）
- 特殊攻撃機 晴嵐、橘花（これらは例外的命名）
  - 特殊攻撃機（特別攻撃機）=花（桜花、藤花、梅花など）

### 改修型名称

#### 1942年以前
大きな改修が有った場合は「式」のあとに「号」を付け、その中の小改修については「機種名」のあとに「型」を付ける。例として「九六式二号艦上戦闘機二型」は、九六式艦上戦闘機の2番目の大改修型の2番目の小改修型ということになる。略符号は、大改修の場合はメーカー記号の次に数字を付け、小改修はその後ろにローマ字（小文字）を付ける。九六式二号艦上戦闘機二型の略符号はA5M2bである。
この時期の「号」については、同年に複数の同機種の制式採用があった場合の区別にも使われるので注意を要する。ただし余り例は多くない（九〇式一/二/三号水上偵察機、九〇式一/二号飛行艇、九七式一/二号艦上攻撃機等。いずれも全く別設計の機体である）。

#### 1942年以降
1942年に「号」の使用は廃止され、2桁数字の「型」の呼称となった。2桁のうち上1桁が機体の改修、下1桁がエンジンの変更を意味する。また、小改修が行われた場合は「型」の2桁数字直後に甲・乙・丙などを付けた。「零式艦上戦闘機五二丙型」は、零式艦上戦闘機の5種目の機体改修に2種目のエンジンを装備した機体の、3回の小改修を経た型であることを示す。なお改修型の呼称と略符号は、零式艦上戦闘機の三二型と二二型がいずれもA6M3であるように、必ずしも連動していない場合がある。

### 実計番号
1938年頃から始まった海軍の実用機試製計画（実計）によって将来機に与えられた試作番号で、各社および各工廠の頭文字の後ろに試作番号を10番置きに割り振るもの（例：実計による空技廠の第2機である銀河は「Y-20」）。機密性が高く、設計主任クラスなどの少数の人員のみがこの番号に関与した。

## 大日本帝国陸軍

### 試作名称（計画名称）
旧日本陸軍は試作名称（計画名称）に機種やメーカーの区別なく統一した「キ○○」（キ番号、例：キ100）の通し番号を使用した。これは、1933年（昭和8年）に制定された陸軍機の試作名称で、キは機体（キタイ）を意味する。キ番号は陸軍の機体開発計画順に割り当てられ（例：キ1 九三式重爆撃機）、以後120番台に達した。これ以降は140・160・170番台（例：キ167）が若干使用された。また、陸軍の要求・協力により開発されたものの、純粋な軍用機ではない研究機・実験機であるキ77「A-26」、キ78「研三」などにもキ番号は充当されている。大戦末期にロケット機、ジェット機が登場すると200番以降の番号が割り振られた（例：キ200「秋水」、キ201「火龍」）。
キ番号は新型機の開発指示時点で付与されるものであるため、本格的な試作段階（試作機製造）に進む前の計画段階で開発中止となった機体もキ番号を持つ。また、機体が制式制定され、制式名称が付された以降も形式を表す記号として使用された。なお、制式採用前や制式名称が付される前に実戦部隊に配備される機体も多く（例：キ44、キ61、キ102など）、また使い勝手や語呂の良さから制式制定後も現場将兵の間では、制式名称・愛称とともにキ番号で呼称されることも多かった（例：「ロクナナ」・キ67 四式重爆撃機「飛龍」、「ハチヨン」・キ84 四式戦闘機「疾風」）。
なお、グライダーは当初キ番号に含まれていたが（キ23 - 26）のちに独立し、「ク○○」（ク番号。グライダー/カックウキ、グライダー/滑空機）が作られた（例：ク8-II）。そのほか陸軍技術本部主導で開発されたオートジャイロには「オ○○」（オートジャイロ）を付した（例：オ1）。気球にも「フ◯◯」が付与されたものがある（例：フ3）。他の航空機材についても、航空エンジン（ハツドウキ、発動機）には「ハ○○」（ハ番号。例：ハ112-II）が、航空機関砲（キカンホウ、機関砲）には「ホ○○」（例：ホ103）が、航空機関銃には「テ○○」（例：テ4）が、プロペラ（プロペラ）「ペ○○」（例：ペ32）、航空無線機（ムセンキ、無線機）には「ム○○」（例：ム4）、ジェットエンジン（ネンショウフンシャスイシンキ、燃焼噴射推進器）には「ネ○○」（例：ネ130）などの名称が充てられた（例として、「ハ112-II」には「三式一五〇〇馬力発動機」、「ホ103」には「一式十二・七粍固定機関砲」、「ム4」には「四式飛三号無線機」といった制式名称が別につく）。

### 制式名称
試作機が制式制定（仮制式制定）された場合の名称は、「制定時の皇紀年号下2桁」 + 式 + 機種名となる。陸軍の場合この方式は海軍より2年早く1927年（皇紀2587年、昭和2年）の「八七式」（例：八七式重爆撃機）から用いられた。1940年（皇紀2600年、昭和15年）制式の機体は「一〇〇式（ひゃくしき）」（例：キ57 一〇〇式輸送機、キ49 一〇〇式重爆撃機「呑龍」）と称する。
1927年以前の命名法はあまり系統立ったものではないが、最初期は「メーカー名の頭文字」 + 式 + 「型」 + 機種名であったが（例：モ式二型偵察機、モ式四型偵察機）、のちにメーカー名は「甲・乙・丙・丁・戊」などと記号化されることになり、ニューポール機は「甲式」（例：甲式三型戦闘機、甲式四型戦闘機）、サルムソン機は「乙式」（例：乙式一型偵察機）、スパッド機は「丙式」（例：丙式一型戦闘機）などに順次改称した。なお最初期の命名法は1927年以降も存続し、イタリアから輸入した「イ式重爆撃機」、ロッキード製の「ロ式輸送機」などの例がある。

### 改修型名称
エンジンの換装など大きな改修が有った場合は「機種名」の後ろに「型」を付し（例：キ46-IV 一〇〇式司令部偵察機四型、キ15-II 九七式司令部偵察機二型）、武装の換装や派生といった小改修型については「型」もしくは「機種名」のあとに「甲・乙・丙・丁」などを付す（例：キ21-II甲 九七式重爆撃機二型甲、キ27乙 九七式戦闘機乙）。制式名称の「型」は基本的に漢数字を用いるが、キ番号ではハイフンとローマ数字が使われる（例：キ43-III甲 一式戦闘機三型甲、キ44-II丙 二式単座戦闘機二型丙、キ84-I甲 四式戦闘機一型甲）。そのため制式名称の「三型/二型/一型」などが俗称として「III型/II型/I型」と表記されることも多い。なお、このローマ数字表記はグライダー、エンジン、機関砲などでも名称表記に使用されている（例：ク7-I、ハ26-II、ホ155-II）。
また、改修の規模が比較的大きい場合は「改」を用いることもあり、例として「キ61-II改 三式戦闘機二型」は、三式戦一型丁（キ61-I丁）の大改修型（エンジンの換装と主翼・垂直尾翼の増積）である試作機「キ61-II」に、更に小改修を加えた「キ61-II改」を「三式戦闘機二型」として制式採用したものである。「キ45改 二式複座戦闘機」については元の「キ45」が失敗作に終わったため、同社（川崎航空機）の「キ48 九九式双発軽爆撃機」の設計を流用し、再開発されたものである。そのため試作名称の「改」と制作名称は必ずしも一致しない。
同年に複数の同機種が制式制定された場合、古くは「機種名」の前に「型」を付し（キ9 九五式一型練習機、キ6 九五式二型練習機、キ17 九五式三型練習機）、のちには機種名を一部変更し対応した（キ44 二式戦闘機・キ45改 二式複座戦闘機、キ56 一式貨物輸送機・キ59 一式輸送機）。

### 愛称
太平洋戦争（大東亜戦争）期、陸軍（陸軍航空本部）は主に国民への宣伝・広報のために一部新鋭機に各々個別の愛称を付した。これら愛称は新聞・雑誌・映画・ニュース映画・ラジオ放送・ブロマイド・絵葉書・絵本で扱われ、様々な媒体で盛んに使用された。
例として、1942年（昭和17年）3月8日付各新聞では『新鋭陸鷲、隼、現る』といった見出しや機体写真とともに（一式戦に対し）「隼」の愛称が航本より表され、朝日新聞1942年（昭和17年）7月23日付では同年5月22日に戦死した飛行第64戦隊長加藤建夫の記事と合わせて『仰ぐ軍神・加藤建夫少将』：『前線の加藤少将と新鋭戦闘機「隼」』、写真週報1942年9月16日号では『敵空軍恐怖の的 隼』などとキ43 一式戦闘機「隼」を報じる写真付きの記事が掲載された。また、写真週報1943年（昭和18年）9月29日号5・6項では『世界に誇る　陸軍三新鋭機　「呑龍」「鐘馗」「新司令部偵察機」』と題し、各機の写真・説明および航本部員の少佐のコラムを添えてキ44 二式単座戦闘機「鍾馗」・キ49 一〇〇式重爆撃機「呑龍」・キ46 一〇〇式司令部偵察機「新司偵」を特集している。
主な愛称
- キ43 一式戦闘機 - 「隼」
  - 愛称第一号

- キ44 二式単座戦闘機 - 「鍾馗」
  - 最初の配備部隊に鍾馗の祠があったことに因む。
- キ46 一〇〇式司令部偵察機 - 「新司偵」
  - 日中戦争（支那事変）で活躍した航空兵団の全日本号部隊（のちの「虎部隊」こと独立飛行第18中隊）の「司偵（全日本号）」として、国民に広く知られていたキ15 九七式司令部偵察機に次ぐ新鋭司令部偵察機の略称に因む。
- キ49 一〇〇式重爆撃機 - 「呑龍」
  - 一〇〇式重爆を生産していた中島飛行機太田製作所の所在地であった群馬県太田市の大光院および呑龍（呑竜）に因む。
- キ45改 二式複座戦闘機 - 「屠龍」
  - 本土防空戦にてB-29爆撃機の撃墜破に活躍した、飛行第4戦隊を筆頭とする二式複戦装備の飛行部隊の活躍を報じる新聞記事で使われはじめた。B-29を龍に喩え、その龍を屠るもの（=「屠龍・ドラゴンスレイヤー」）の意味。
- キ61 三式戦闘機 - 「飛燕」
  - アスペクト比の大きい主翼と液冷エンジンゆえのスマートなシルエットに因む。1945年1月以降、飛行第244戦隊を筆頭とする三式戦装備の本土防空飛行部隊の活躍を報じる新聞記事で使われはじめた。また、大戦末期には5銭切手の図案にも選ばれている。

- キ84 四式戦闘機 - 「疾風」
  - 愛称自体は国民（産業戦士）公募を経て陸軍省が採用したものであり、大阪毎日新聞による「疾風のごとく敵に襲いかかるわが戦闘機の雄姿を讃ふにふさわしい名前である[7]」といった賛辞とともに、1945年4月11日に各新聞において写真付きで発表された。また、愛称ではないが「大東亜決戦機」という通称もあり、総力体制で生産が行なわれた。

- キ67 四式重爆撃機 - 「飛龍」
  - 四式戦「疾風」とともに通称「大東亜決戦機」として生産された